# Popillia mokana
Popillia mokana är en skalbaggsart som beskrevs av Ohaus 1936. Popillia mokana ingår i släktet Popillia och familjen Rutelidae. Inga underarter finns listade i Catalogue of Life.